# Windehausen
Windehausen este o comună din landul Turingia, Germania.